# David Degen
David Degen (ur. 15 lutego 1983 w Bazylei) – szwajcarski piłkarz grający na pozycji prawego pomocnika. Jest bratem bliźniakiem Philippa, również piłkarza.

## Kariera klubowa
Degen jest wychowankiem małego klubu FC Oberdorf. W 1996 roku trafił do juniorów FC Basel, a w 1999 roku przeszedł do pierwszej drużyny FC Aarau, w barwach której w 2000 roku zadebiutował w jego barwach w Swiss Super League. Przez pierwsze dwa sezony były to jednak sporadyczne występy, w trakcie których zdobył nawet swojego pierwszego gola w lidze (3 grudnia 2000 w przegranym 1:3 meczu z Grasshopper Club). Z drużyną z Aarau co roku walczył o utrzymanie w barażach, a w sezonie 2002/2003 był już zawodnikiem wyjściowej jedenastki i występy w niej spowodowały, że David wrócił do FC Basel.
W Basel David także grał w pierwszej jedenastce razem z bratem Philippem. W 2003 roku wywalczył Puchar Szwajcarii, a w tym samym sezonie wystąpił także w Lidze Mistrzów, dochodząc z klubem z Bazylei do 2. rundy grupowej. W 2004 po 2 latach odzyskał z Basel mistrzostwo kraju (27 meczów, 1 gol), a w 2005 roku potwórzył ten sukces (34 mecze, 6 goli), ale dwukrotnie do Ligi Mistrzów klub nie awansował.
Latem 2006 David podążył śladami brata, który wyjechał do Bundesligi, do Borussii Dortmund. On sam podpisał kontrakt z inną Borussią – Borussią Mönchengladbach, a kosztował milion euro. W lidze zadebiutował 14 października w wygranym 3:1 meczu z VfL Wolfsburg i w debiucie zdobył gola. Borussia w drugiej części sezonu spisywała się coraz słabiej i została zdegradowana do drugiej ligi. Następny sezon spędził na wypożyczeniu w FC Basel. Od 2008 roku przez cztery lata grał w BSC Young Boys, zaś od lata 2012 roku ponownie był graczem FC Basel. W 2014 zakończył w nim karierę.
| Sezon   | Klub                     | Kraj       | Rozgrywki          | Mecze | Bramki |
| ------- | ------------------------ | ---------- | ------------------ | ----- | ------ |
| 2000/01 | FC Aarau                 | Szwajcaria | Swiss Super League | 5     | 1      |
| 2001/02 | FC Aarau                 | Szwajcaria | Swiss Super League | 2     | 0      |
| 2002/03 | FC Aarau                 | Szwajcaria | Swiss Super League | 23    | 2      |
| 2003/04 | FC Basel                 | Szwajcaria | Swiss Super League | 21    | 2      |
| 2004/05 | FC Basel                 | Szwajcaria | Swiss Super League | 27    | 1      |
| 2005/06 | FC Basel                 | Szwajcaria | Swiss Super League | 34    | 6      |
| 2006/07 | Borussia Mönchengladbach | Niemcy     | Bundesliga         | 18    | 2      |
| 2007/08 | FC Basel                 | Szwajcaria | Swiss Super League | 20    | 3      |
| 2008/09 | BSC Young Boys           | Szwajcaria | Swiss Super League | 19    | 5      |
| 2009/10 | BSC Young Boys           | Szwajcaria | Swiss Super League | 30    | 6      |
| 2010/11 | BSC Young Boys           | Szwajcaria | Swiss Super League | 32    | 4      |
| 2011/12 | BSC Young Boys           | Szwajcaria | Swiss Super League | 25    | 2      |
| 2012/13 | FC Basel                 | Szwajcaria | Swiss Super League | 26    | 3      |
| 2013/14 | FC Basel                 | Szwajcaria | Swiss Super League | 8     | 0      |

## Kariera reprezentacyjna
W reprezentacji Szwajcarii Degen zadebiutował 27 maja 2006 w zremisowanym 1:1 meczu z Wybrzeżem Kości Słoniowej. Został powołany przez Jakoba Kuhna do kadry na Mistrzostwa Świata w Niemczech, ale nie zagrał tam ani minuty.